# Výpustek

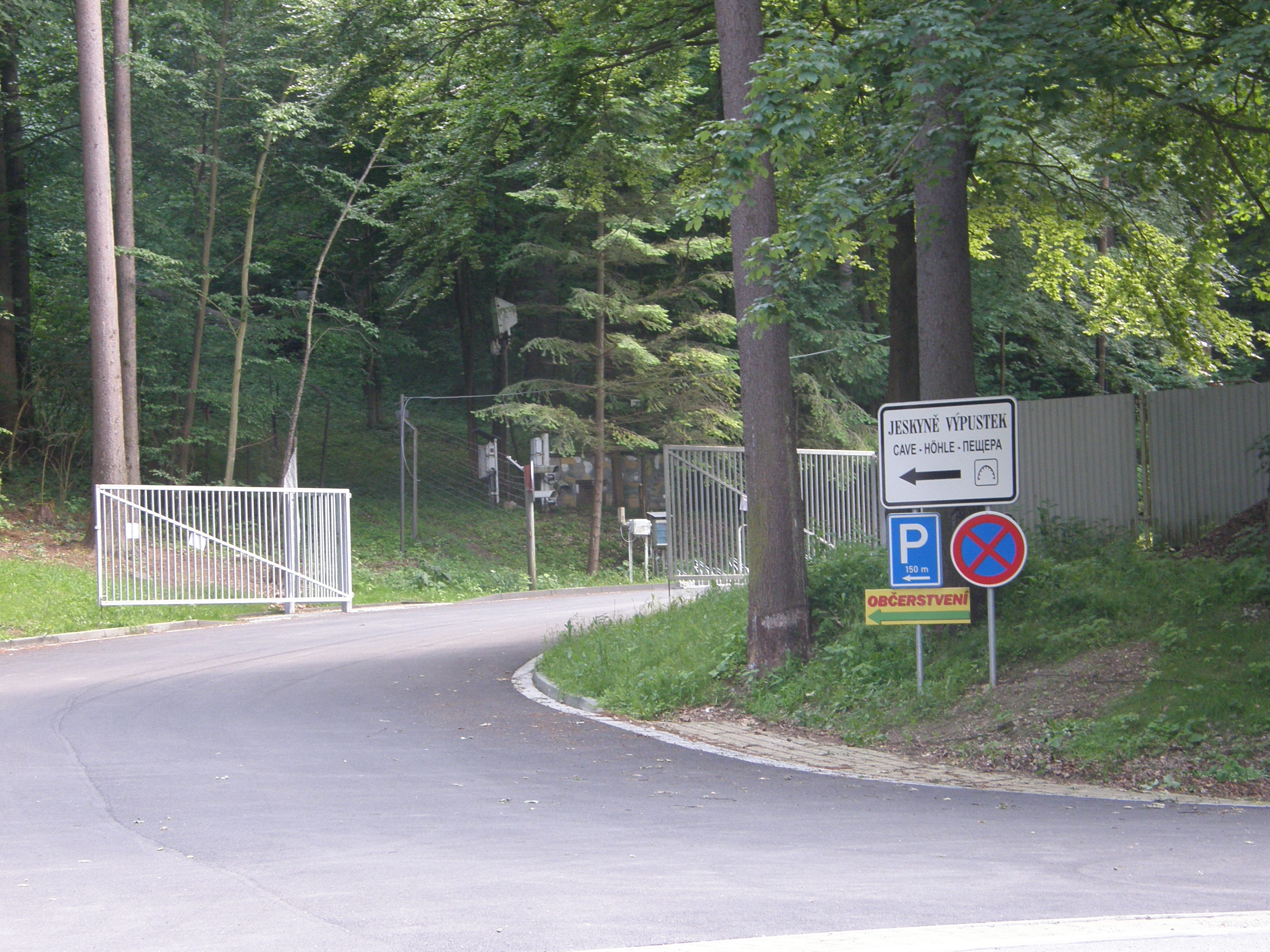
Vjezd do areálu Výpustku

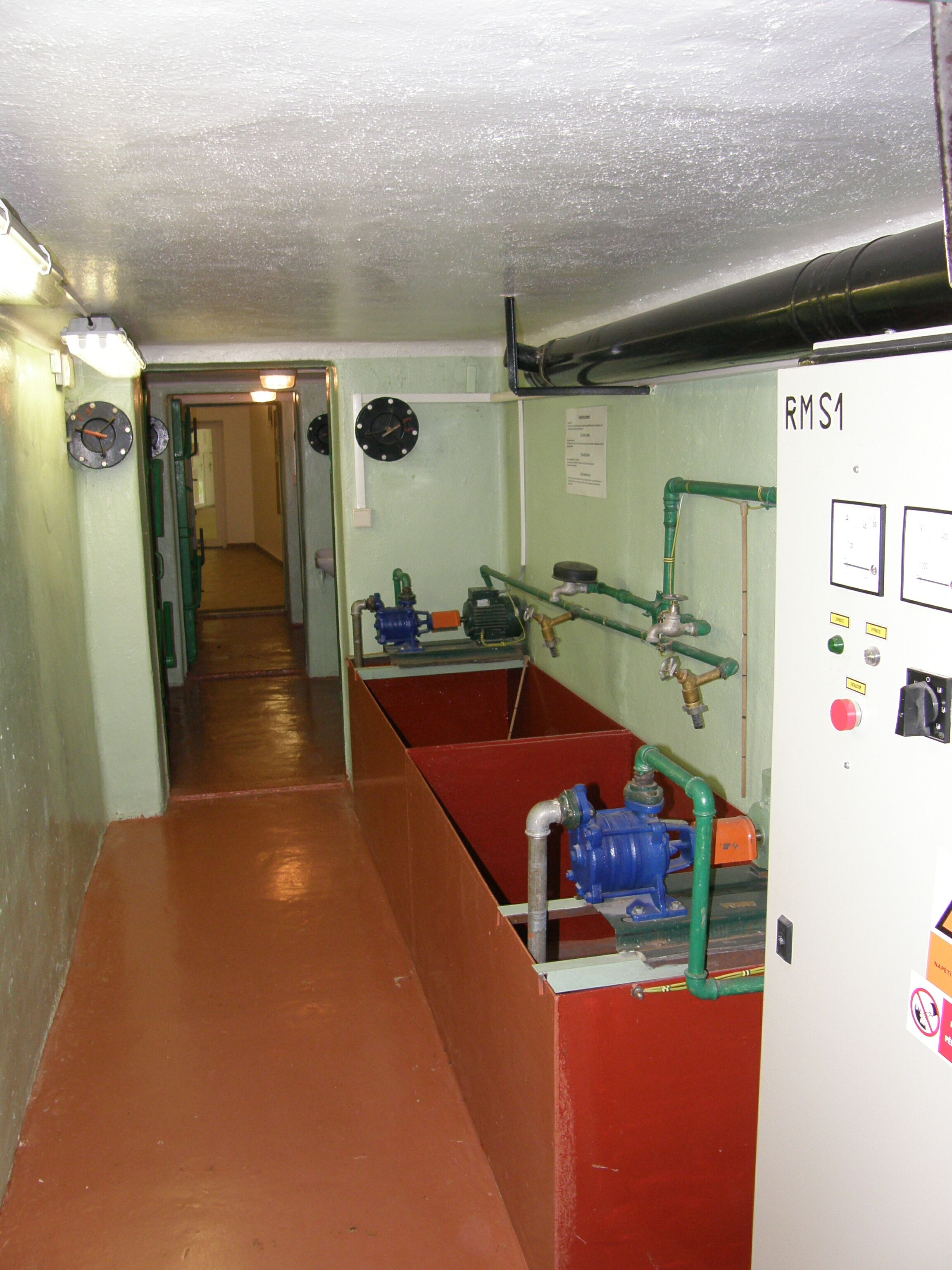
Protiatomový kryt

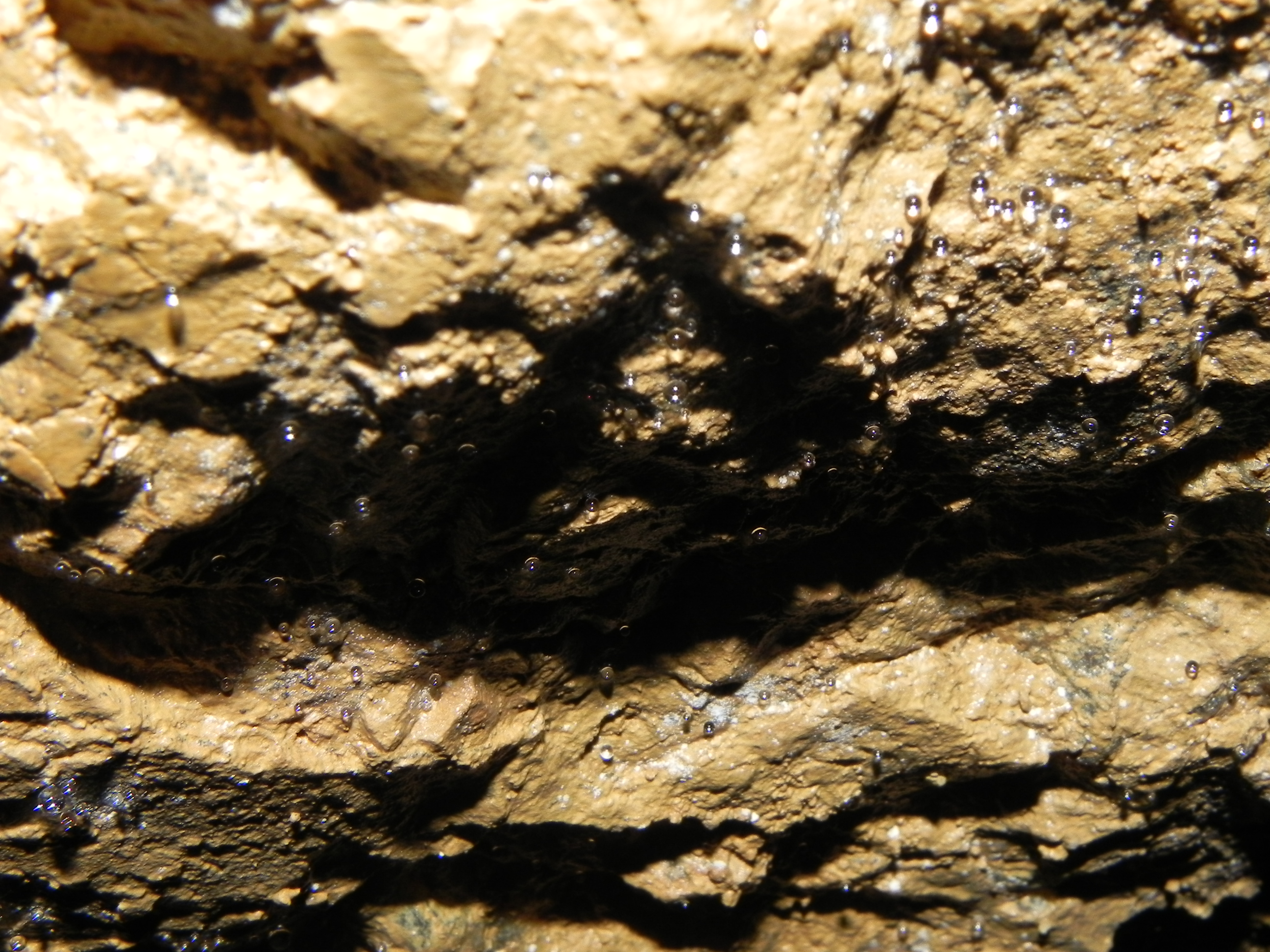
Kapky vody

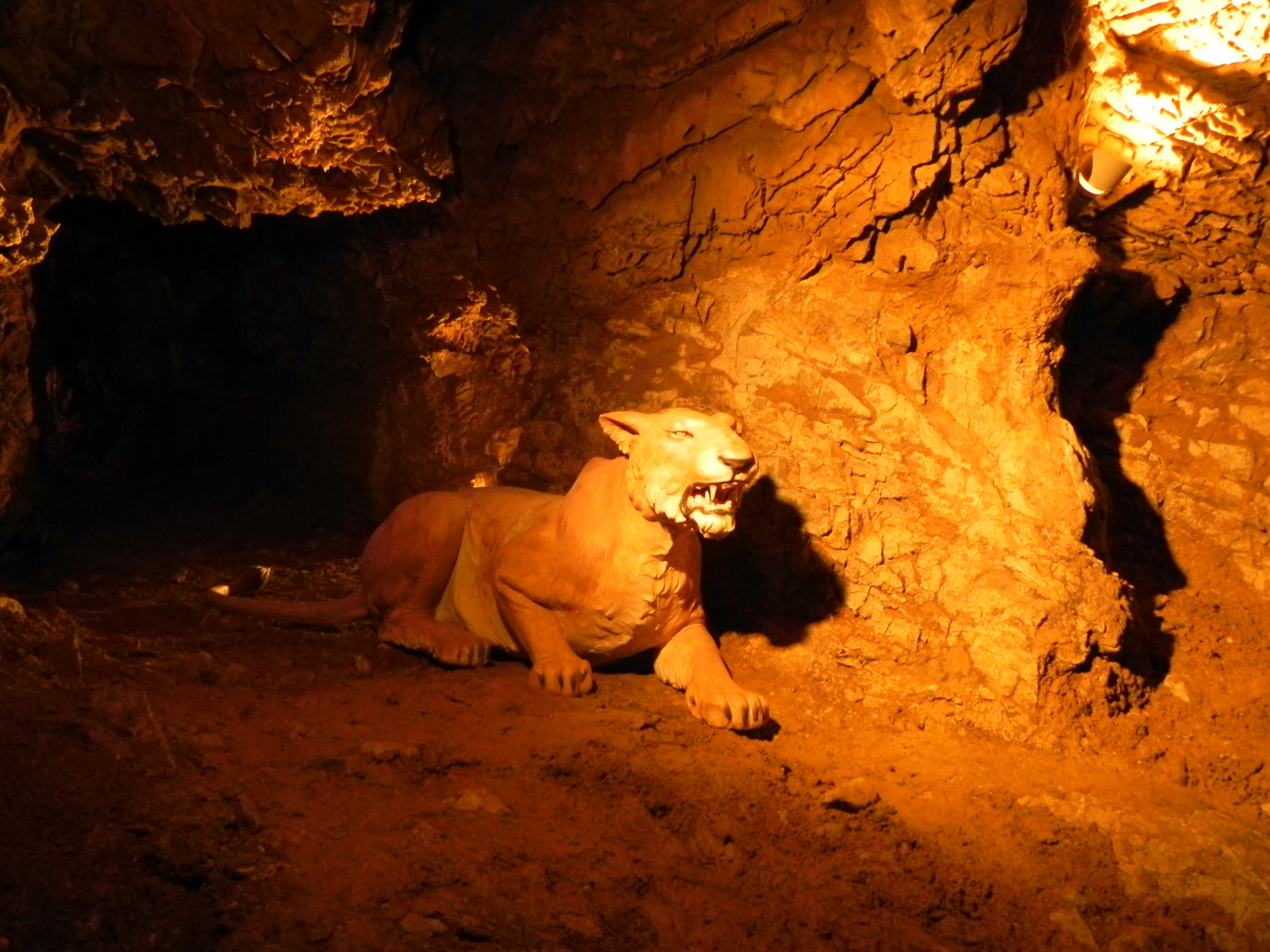
Jeskynní lev

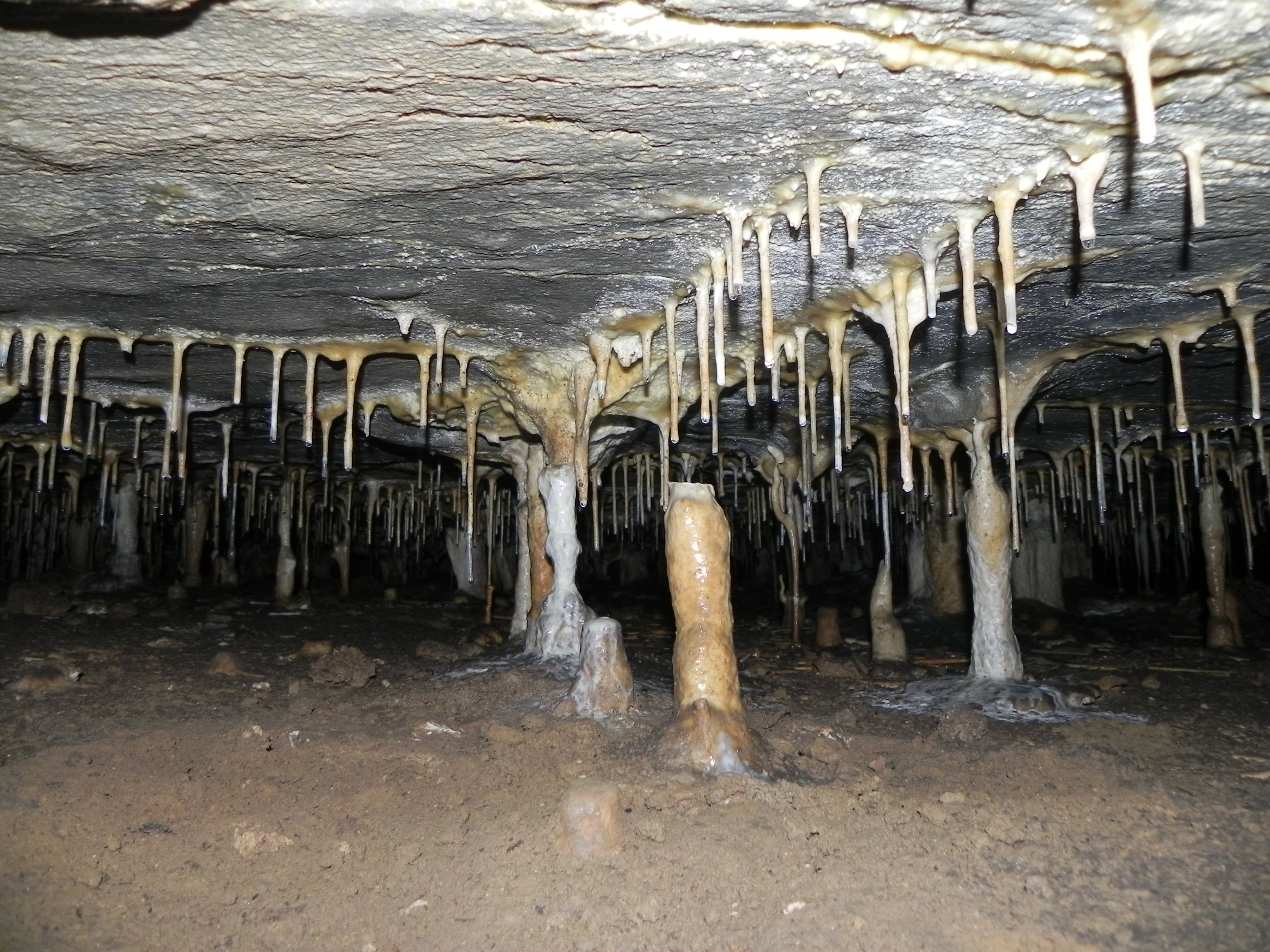
Výzdoba jeskyně

Jeskyně Výpustek se nachází v údolí Křtinského potoka mezi Křtinami a Adamovem. Okolí jeskyně bylo do roku 2001 přísně střeženým vojenským prostorem.
Jeskyně byla známá již od nepaměti, osídlena byla již před 15 000 lety. První zprávy o jeskyni pocházejí z roku 1608, kdy byla jeskyně popisována jako Dračí jeskyně nedaleko Křtin. Jeskyně byla podrobně zmapována a prozkoumána v devatenáctém století Hugo Františkem Salmem a později Karlem Absolonem, délka známých chodeb dosahuje okolo dvou kilometrů. Na začátku dvacátého století se v jeskyni těžily fosfáty, přičemž došlo ke zničení většiny možných archeologických nálezů (bylo zachráněno šest koster jeskynních medvědů a také jedna kompletní kostra lva jeskynního, které jsou vystaveny v muzeích v Brně a ve Vídni).
Před druhou světovou válkou, od roku 1936, armáda první republiky jeskyni násilným způsobem upravila a v jeskynních chodbách pod přístřešky skladovala munici (od roku 1938), kterou si po obsazení republiky 15. března 1939 odvezla německá armáda neznámo kam. Německá armáda se do jeskyně vrátila v roce 1943 a vybudovala zde (podobně jako v sousední Býčí skále a jiných jeskyních Moravského krasu) podzemní továrnu, kde se vyráběly části leteckých motorů. Vyráběla se zde palivová vstřikovací čerpadla pro letecké motory Daimler-Benz třídy DB 601-605. Tato továrna měla krycí označení Dinar. V továrně pracovalo 1200 totálně nasazených českých občanů. Pracovali v nepřetržitém provozu, dvě směny po 12 hodinách, v jedné směně 600 pracovníků. Němci jeskyni opustili kolem 12. dubna 1945, když předtím stroje v podzemní továrně zničili výbušninami a požárem. Jeskyně poté zůstala opuštěná, zdevastovaná a víceméně volně přístupná.
V roce 1961 do jeskyně přišla v pořadí třetí armáda, tentokrát československá lidová. Tato v jedné z jeskynních chodeb postupně vybudovala obří protiatomový kryt, kde sídlilo záložní vojenské velitelství pro oblast jižní Moravy s kapacitou pro 250 důstojníků. Sloužil zde vojenský útvar 9031 Křtiny. Přísně utajovaný objekt byl opuštěný armádou k 31. prosinci 2001, od té doby byla jeskyně nepravidelně přístupná při třech dnech otevřených dveří.
Koncem roku 2006 byla předána Správě jeskyní České republiky. V roce 2007 proběhla výstavba parkoviště, úpravy areálu a rekonstrukce provozní budovy. Jeskyně se stala pátou veřejnosti běžně přístupnou jeskyní Moravského krasu, pro veřejnost se otevřela do zkušebního provozu od 26. října do 31. prosince 2007. V lednu a únoru 2008 bylo opět zavřeno z důvodu dokončení prací, do plného provozu své první sezony potom jeskyně vstoupila 1. března 2008. Slavnostní otevření proběhlo 10. března 2008.
Na kompletně bezbariérové prohlídkové trase dlouhé přibližně 600 metrů si návštěvníci během cca 75 minut mohou prohlédnout vestavbu velitelského vojenského stanoviště a vlastní jeskynní chodby Výpustku, přibližně v podobě, jak je opustila německá armáda v roku 1945, a to včetně zbytků podzemní kotelny. Po úpravách prohlídkové trasy v prosinci 2008 a 2009, a po odstranění zazdívek z ústí přírodních chodeb pocházejících z doby budování německé továrny, se objevila mnohá krápníková výzdoba a otevřely se propasti směřující ke spodnímu patru jeskyně.
V roce 2010 byla v některých prostorách jeskyně vytvořena expozice s názvem Využívání jeskyní člověkem - Výpustek, jeskyně starých rituálů. Návštěvníci se u diorámat a panelů od průvodců dozví informace o 15 000 letech využívání jeskyní člověkem a mimo jiné uvidí i věrné modely jeskynního medvěda a lva v životní velikosti. Jeskyně Výpustek je spolu s jeskyní Punkevní a Bozkovskými dolomitovými jeskyněmi otevřena celoročně, včetně zimních měsíců.
V jeskyni se v průběhu roku konají mnohé akce - ve spolupráci s ochotnickým sdružením Křový (křtinský ochotnický výkvět) jsou to o prázdninách kostýmované scénky z historie jeskyně "Oživená historie" a pro děti v červnu "Pohádková jeskyně" a v prosinci "Ďábelský podvečer aneb přijďte s dětmi tam, kde jsou čerti doma!"
Díky dobré akustice se v jeskyni konají například i koncerty, jako byl (a v dalších letech také bude) festival "Didgeridoo v jeskyni" či dříve multimediální show "Zvuková jeskyně" autora Jiřího Suchánka.
V srpnu 2015 byla v prvním poschodí provozní budovy otevřena interaktivní expozice pod názvem „Jeskyně a lidé“, která se věnuje se geologii, sedimentům a výplním jeskyní, objevování a speleologii, paleontologii a obsahuje i více než 600 fotografií ze všech možných oborů týkajících se jeskyní. Je přístupná v provozní době jeskyně Výpustek. Další části této expozice se nachází na prohlídkových okruzích Sloupsko-šošůvských jeskyní, Balcarky a Kateřinské jeskyně.
V sobotu 12. února 2022 byl spuštěn druhý prohlídkový okruh jeskyní jehož součástí je i 200 m dlouhá přírodní chodba, ve které je umístěna vestavba bývalého Velitelského pracoviště armády ČR.